# Erik Eriksson (Autor)
Erik Eriksson (* 1937 in Stockholm; † 2. Februar 2021) war ein schwedischer Journalist und Schriftsteller.

## Leben
Bevor Erik Eriksson seine Karriere als Journalist und später auch als Produzent beim Schwedischen Fernsehen begann, war er Volksschullehrer. Bekannt wurde Eriksson durch seine TV-Reportage über den Vietnamkrieg. Außerdem schrieb er zahlreiche Reportagen über die Schattenseiten der schwedischen Gesellschaft und über die am Rande der Gesellschaft lebenden Menschen. Die Themen seiner Berichte finden auch in seinen Kriminalromanen Beachtung. Erik Eriksson hat etwa 40 Bücher veröffentlicht. Darunter findet sich Sammlungen von Novellen, Bücher und Romane für Jugendliche und viele Kriminalromane, von denen bereits einer verfilmt wurde. Am 20. August 2009 erhielt Eriksson für sein Lebenswerk den Aniara-Preis der Svensk Bibliotheksföreningen.

## Werke auf Deutsch
- Hier ist Nordvietnam (zusammen mit Mats; Erik Andersson), Basis Verlag 1972
- Das wilde Hänschen fährt zur See (zusammen mit Barbro Lindgren-Enskog),  Verlag Friedrich Oetinger 1991
- Die Nacht der Wölflinge, Sauerländer Verlag, Düsseldorf 2003, ISBN 3794180100, ISBN 9783794180103
- Herbst der Vergeltung, Oktober Verlag, Münster 2009, ISBN 978-3-938568-88-0
- Oktobermeer, Oktober Verlag, Münster 2010, ISBN 978-3-941895-02-7
- Bleierne Schatten, Oktober Verlag, Münster 2011, ISBN 978-3-941895-10-2
- Das Brennende Meer. Bd. 1 der vierteiligen schwedischen Familien-Saga »Liebe und Krieg« (1799–1819), Oktober Verlag, Münster 2012, ISBN 978-3-941895-15-7
- Der blaue Strand. Bd. 2 der vierteiligen schwedischen Familien-Saga »Liebe und Krieg« (1854–1858), Oktober Verlag, Münster 2013, ISBN 978-3-941895-35-5
- Das Erbe von Samara und New York. Meine Familiengeschichte, Oktober Verlag, Münster 2013, ISBN 978-3-941895-91-1